# Economia de la República Democràtica del Congo
L'economia de la República Democràtica del Congo -va néixer dotada de vasts recursos naturals - segueix en lenta recuperació després d'anys de recessió. La corrupció sistèmica des de la independència el 1960, combinada amb una inestabilitat disseminada i un conflicte iniciat en els anys 1990 van produir una dramàtica reducció de la producció nacional i dels ingressos del govern, i van ampliar el deute extern. Escassament poblada en relació al seu territori, la República Democràtica del Congo és llar d'un vasta font de recursos naturals i abundància mineral.
Rica en minerals, la República del Congo té una història complicada amb l'extracció mineral, la qual cosa ha ocasionat moltes confrontacions dins del país per diverses dècades, però particularment en els noranta. El conflicte que va començar el 1998 va reduir dràsticament les exportacions i els ingressos del govern, va augmentar el deute extern i va resultar en la mort de més de 5 milions de persones.
La indústria, especialment la d'explotació minera, és una gran font potencial d'abundància pel Congo. En 1997, la indústria comptava amb el 16,9% del PIB. El Congo és el quart país de major producció de diamants des dels vuitanta, i els diamants continuen dominant les exportacions, sumant 717 milions de dòlars i el 52% de les exportacions en 1997. Els interessos principals de coure i cobalt són dominats per Gécamines, companyia minera de l'Estat. La producció de Gécamines ha trontollat en anys recents, en part per la forta competitivitat al mercat mundial del coure.